# Championnat de Saint-Christophe-et-Niévès de football 2017-2018
Navigation
Saison précédente Saison suivante
La saison 2017-2018 du Championnat de Saint-Christophe-et-Niévès de football est la cinquante-cinquième édition de la Premier League, le championnat de première division à Saint-Christophe-et-Niévès. Les dix formations de l'élite sont réunies au sein d'une poule unique où elles s'affrontent trois fois au cours de la saison. À l'issue du championnat, les quatre premiers se qualifient pour la phase finale tandis que les deux derniers sont relégués, le barrage de promotion-relégation étant supprimé. Lors de la phase finale, les quatre clubs qualifiés s'affrontent une fois puis les deux premiers jouent la finale pour le titre, en deux matchs gagnants. 
C'est le club de Village Superstars qui remporte la compétition cette saison après avoir battu Garden Hotspurs lors de la finale nationale. Il s’agit du huitième titre de champion de Saint-Christophe-et-Niévès de l'histoire du club.

## Les clubs participants
- Village Superstars
- Garden Hotspurs
- St Thomas Trinity United - Promu de Second Division
- Caribbean Stars Conaree FC
- St Peter's FC
- Newtown United
- St. Paul's United FC
- Cayon Rockets
- Saddlers United FC[1]
- Dieppe Bay Eagles FC - Promu de Second Division

## Compétition
Le barème de points servant à établir le classement se décompose ainsi :
- Victoire : 3 points
- Match nul : 1 point
- Défaite : 0 point

### Phase régulière
| Rang | Équipe                     | Pts | J  | G  | N  | P  | Bp | Bc | Diff |
| ---- | -------------------------- | --- | -- | -- | -- | -- | -- | -- | ---- |
| 1    | Village Superstars         | 59  | 27 | 18 | 5  | 4  | 70 | 20 | +50  |
| 2    | Cayon RocketsT C           | 51  | 27 | 15 | 6  | 6  | 52 | 24 | +28  |
| 3    | Caribbean Stars Conaree FC | 50  | 27 | 15 | 5  | 7  | 57 | 26 | +31  |
| 4    | St. Paul's United FC       | 50  | 27 | 13 | 11 | 3  | 43 | 25 | +18  |
| 5    | Garden Hotspurs FC         | 50  | 27 | 15 | 5  | 7  | 50 | 33 | +17  |
| 6    | St Peter's FC              | 36  | 27 | 11 | 3  | 13 | 35 | 44 | -9   |
| 7    | Newtown United             | 33  | 27 | 9  | 6  | 12 | 31 | 35 | -4   |
| 8    | St Thomas Trinity UnitedP  | 20  | 27 | 6  | 2  | 19 | 23 | 54 | -31  |
| 9    | Saddlers United FC         | 19  | 27 | 5  | 4  | 18 | 15 | 41 | -26  |
| 10   | Dieppe Bay Eagles FCP      | 13  | 27 | 4  | 1  | 22 | 15 | 89 | -74  |

|  | Qualification pour la phase finale                                                   |
|  | Relégation directe en Second Division                                                |
|  | T : Tenant du titre C : Vainqueur de la Coupe nationale P : Promu de Second Division |

- Pour une raison indéterminée, St Thomas Trinity United est relégué en lieu et place de Saddlers United FC.

### Phase finale
| Rang | Équipe                     | Pts | J | G | N | P | Bp | Bc | Diff |  | Résultats (▼ dom., ► ext.) | Cay | Gar | SPa | Vil |
| ---- | -------------------------- | --- | - | - | - | - | -- | -- | ---- |  | -------------------------- | --- | --- | --- | --- |
| 1    | Village Superstars         | 9   | 3 | 3 | 0 | 0 | 7  | 1  | +6   |  | Village Superstars         |     | 3-0 | 2-0 | 2-1 |
| 2    | Caribbean Stars Conaree FC | 4   | 3 | 1 | 1 | 1 | 4  | 4  | 0    |  | Caribbean Stars Conaree FC |     |     | 4-1 | 0-0 |
| 3    | St. Paul's United FC       | 3   | 3 | 1 | 0 | 2 | 2  | 6  | -4   |  | St. Paul's United FC       |     |     |     | 1-0 |
| 4    | Cayon RocketsT C           | 1   | 3 | 0 | 1 | 2 | 1  | 3  | -2   |  | Cayon RocketsT C           |     |     |     |     |

|  | Qualification pour la finale                            |
|  | T : Tenant du titre C : Vainqueur de la Coupe nationale |

### Finale nationale
La finale se joue en deux rencontres gagnantes. Les rencontres se disputent au Warner Park de Basseterre.
| Équipe 1                   | Résultat      | Équipe 2                   |
| -------------------------- | ------------- | -------------------------- |
| Village Superstars         | 0 - 0 5-3 tab | Caribbean Stars Conaree FC |
| Caribbean Stars Conaree FC | 1 - 3         | Village Superstars         |

- Village Superstars remporte la série deux victoires à zéro et est sacré champion.

## Bilan de la saison
| Championnat de Saint-Christophe-et-Niévès de football 2017-2018 |                               |
| Champion                                                        | Village Superstars (8e titre) |
| Coupes et trophées                                              |                               |
| Vainqueur de la Coupe de Saint-Christophe-et-Niévès 2017-2018   | Cayon Rockets                 |
| Qualifications continentales                                    |                               |
| Championnat des clubs caribéens de la CONCACAF 2019             | Village Superstars            |
| Promotions et relégations                                       |                               |
| Promus en Premier League                                        | Mantab FC                     |
| Promus en Premier League                                        | United Old Road Jets          |
| Relégués en Second Division                                     | St Thomas Trinity United      |
| Relégués en Second Division                                     | Dieppe Bay Eagles FC          |